# Cosimo a Giovanni Castrucciové
Cosimo Castrucci (činný 1576-1602), císařský řezač kamenů, spolu se svým synem Giovannim Castruccim (činný v Praze 1598 ?-1615 ?) a vnukem Cosimem di Giovanni Castruccim (činný v Praze ještě 1619) založili v Praze prosperující uměleckou dílnu. V ní se technikou commesso in pietre dure (ve střední Evropě známa jako florentská mozaika) vyráběly z řezaných a leštěných pestrobarevných kamenů a polodrahokamů obrázky květin, ptáků, ale i krajin určené pro výzdobu dvířek kabinetů, stěn truhliček či povrchu stolových desek. Někdy byly mozaiky dokonce rámovány jako nástěnné obrazy.

## Rudolf II. a florentská mozaika
V 16. století se technika commesso in pietre dure objevila v Římě, ale dokonalosti dosáhla až ve Florencii zvláště poté, co v Uffiziích vznikla rozsáhlá škola nazvaná L’Opificio delle Pietre Dure (1586). V roce 1588 ji arcivévoda Ferdinand I. Medicejský reformoval do podoby manufakturní dílny. Následujícího roku dostal císař Rudolf II. kameny intarzovanou stolní desku jako jednu z prvních prací této dílny. Bezprostředně poté následovala císařova objednávka na další desku stolu, jejíž výroba však trvala déle než 6 let.
Uvedení této techniky do Prahy započalo memorandem, které počátkem roku 1586 zaslal císař Rudolf II. svému vyslanci v Římě. Vyjádřil v něm přání, aby také na císařském dvoře v Praze mohl být obklopen specialisty v řezání jaspisů a dalších drahých kamenů, které se v Českém království nalézaly ve velkém množství. Do té doby císař posílal tyto kameny z Čech do Florencie a Milána odkud se mu vracela již hotová umělecká díla. Takto mezi léty 1592 až 1597 byla ve florentských dílnách zhotovena ppro císaře stolová deska považovaná za "div světa". Vznikla podle návrhu malíře Daniela Fröschla. Před rokem 1608 byla deska umístěna na figurální podstavec zhotovený sochařem Adrianem de Vries, který znázorňoval Ganymeda s Diovým orlem . Podobu dnes nezvěstného stolu známe jen z obrazu "Galerie arcivévody Leopolda I. Viléma Habsburského v Bruselu" od Davida Tenierse mladšího (kolem 1650).

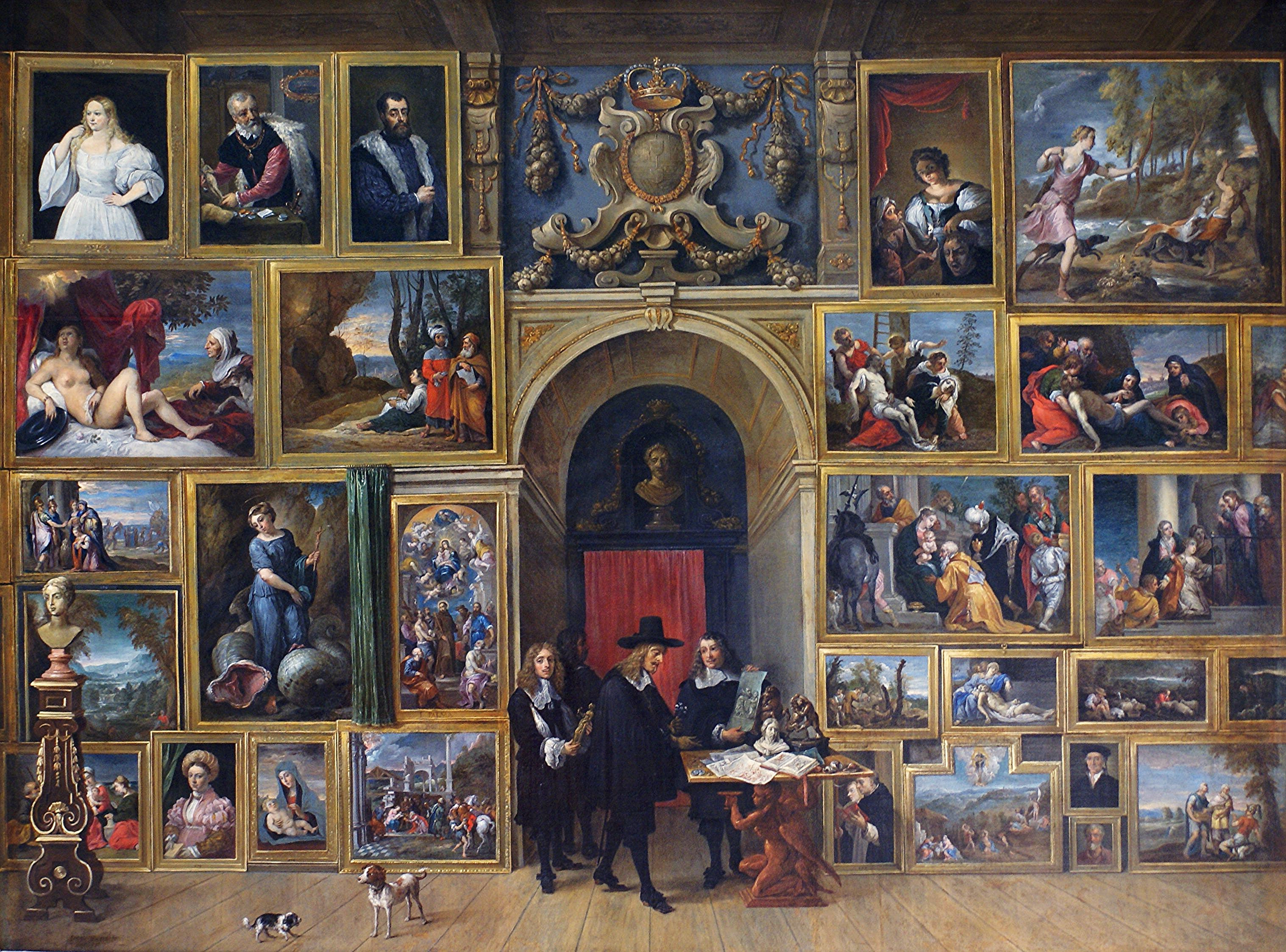
Obraz Galerie arcivévody Leopolda I. Viléma Habsburského v Bruselu od Davida Tenierse mladšího (asi 1651, Královské muzeum krásných umění, Brusel)

V době jeho dokončování však již císař získal italského řezače drahých kamenů Cosima Castrucciho pro jeho přechod z Florencie do Prahy.

## Cosimo Castrucci a Praha

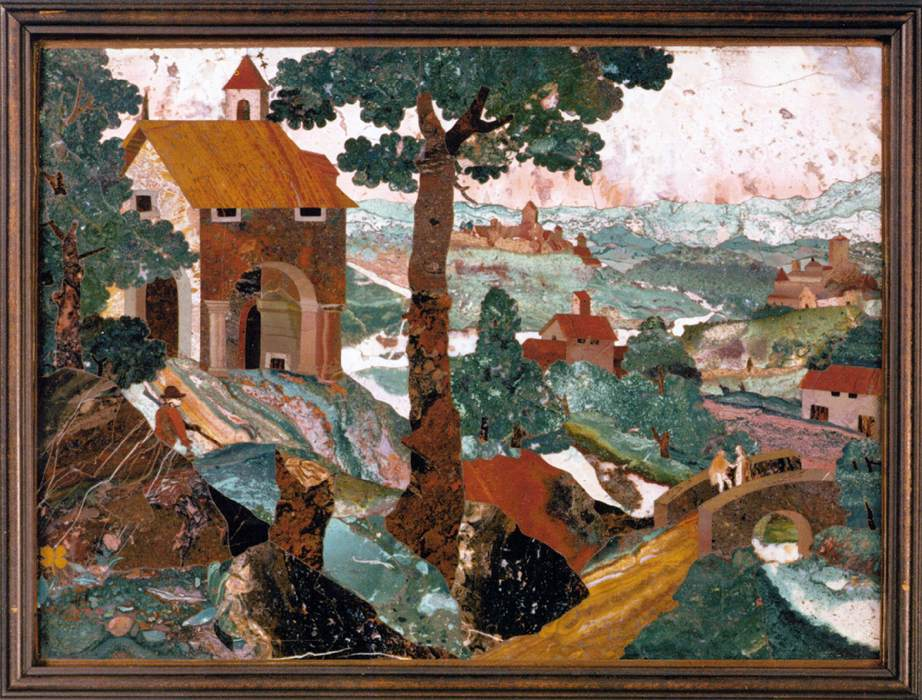
Krajina s kaplí a mostem (florentská mozaika 18x24 cm, 1596, Uměleckohistorické muzeum, Vídeň)

Prvním členem rodiny vytvářející intarzie z kamene byl Cosimo Castrucci (? – ?), který vstoupil do pražskývh služeb císaře Rudolfa II. nejpozději v roce 1592. Jeho pobyt v Praze je však písemně doložený až rokem 1596. Dílna ve Florencii však pokračovala v činnosti ještě dalších 30 let. Nejen dobré finanční, ale i technické podmínky, které poskytoval císařský mlýn v Bubenči určený pro brusiče a řezače kamenů, však umožnily, že Cosimo již zůstal v Praze až do své smrti (1610 ?). Ke Cosimovým nejvýznamnějším dílům patří deska Krajina s kaplí a mostem, kterou signoval a datoval rokem 1596 a stejným způsobem koncipovaná deska Obětování Izáka. Oběma deskám dominují ideální krajiny, ve kterých se Cosimo pokusil o perspektivní zkratku tím, že sytě zbarvené kameny umístil do popředí, zatímco místa v pozadí znázornil pomocí světlejších a menších kamenů.

## Giovanni Castrucci a dílna
Nejpozději od roku 1598 pracoval v pražské dílně i Cosimův syn Giovanni. V roce 1602 se uvažovaný návrat do Florencie nakonec neuskutečnil snad pro otcovu smrt, neboť všechny následující císařovy platby byly určeny pro Giovanniho. V roce 1610 byl Giovanni Castrucci císařem Rudolfem II. jmenován "dvorním řezačem kamenů" s pevným platem 20 zlatých. Po císařově smrti (1612) byl Giovanni na cestách po Itálii a vracel se do Prahy jen pro vybrané kusy jaspisů, které byly použity pro práce v Miláně.
V nepřítomnosti Giovanni Castrucciho v Praze objednávky na commessi realizovala jeho pražská dílna. To se projevilo na kolísavé kvalitě desek, ztrátě jejich prostorového pojetí i dekorativnosti vytvořených krajin.

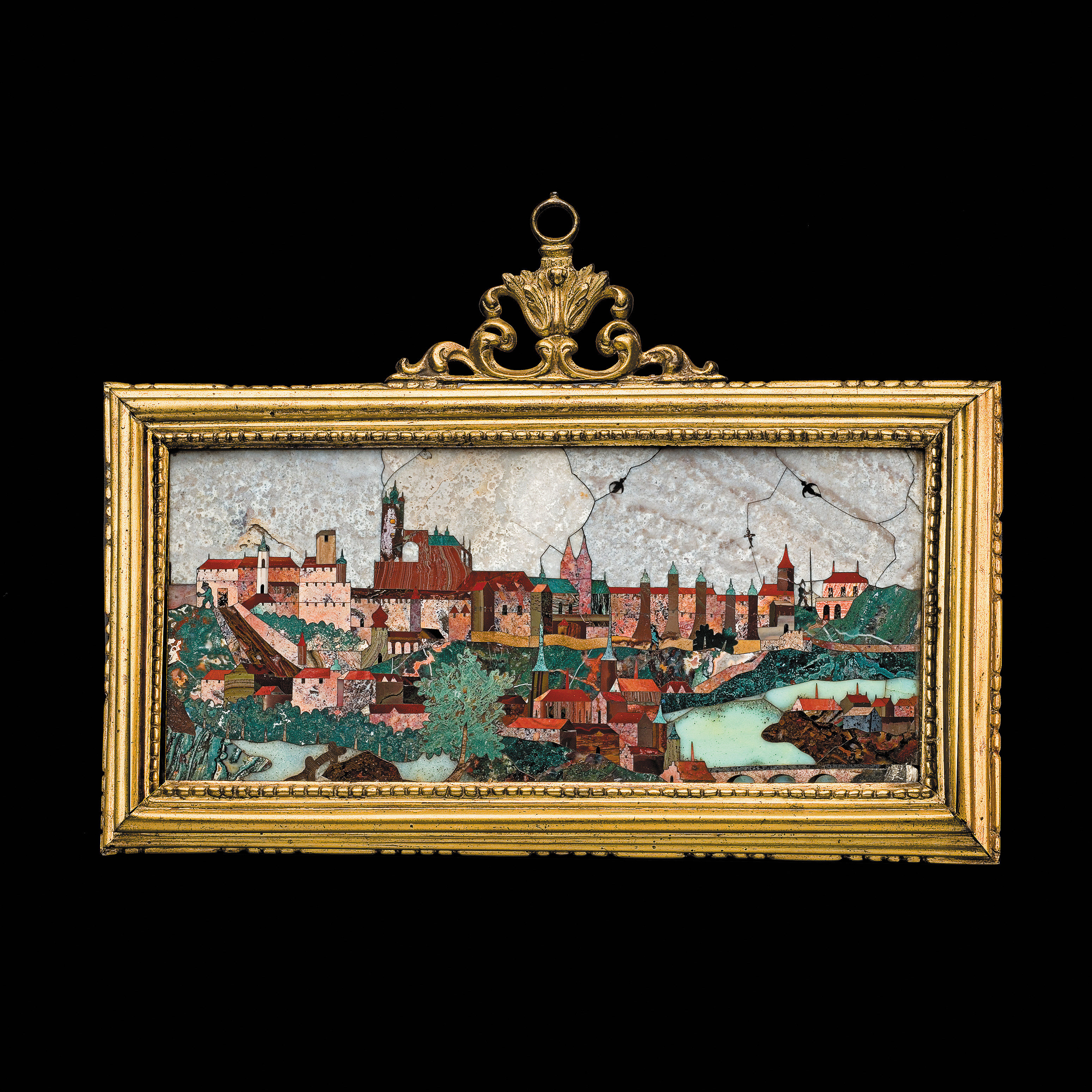
Giovanni Castrucci (dílna), Pohled na Pražský hrad a Malou Stranu, po r. 1601, Uměleckoprůmyslové muzeum v Praze

Dokládají to i některé z 18 desek vystavených v Uměleckohistorickém muzeu ve Vídni. Jsou to především ideální krajiny svědčící pro vznik v pražské dílně. S Prahou však souvisejí i mozaiky Pohled na Pražský hrad a Malou Stranu zhotovené v několika verzích. Dvě z nich jsou ve Vídni a jedna v Uměleckoprůmyslovém muzeu v Praze.
Z těchto převážně "krajinářských" prací vybočuje Oltářík se sv. Markétou zhotovený z ebenového dřeva a s vloženými commessi. Roku 1603 tento oltářík daroval císař Rudolf II. he svatbě Zdeňka Vojtěcha Popela z Lobkovic s Polyxenou z Pernštejna.
Giovanni se po roce 1600 stal velmi bohatým umělcem, což dokládá skutečnost, že si mohl zakoupit dům "U hvězdy" na Malé Straně. Poslední zmínka týkající se Giovanni Castrucciho je z roku 1611. Další informace o jeho osudu chybějí, a tak není známo, zda po smrti Rudolfa II. z Prahy odešel nebo zemřel. Historici umění uvádějí, že Giovanni Castrucci pravděpodobně zemřel roku 1615. Proto objednávku na destičku Abrahám s anděly, na kterou arcivévoda Cosimo II. Medicejský zaslal Giovanni Castrucciovi do Prahy kresebný návrh, realizoval již jeho syn Cosimo di Giovanni.

## Osudy pražské dílny

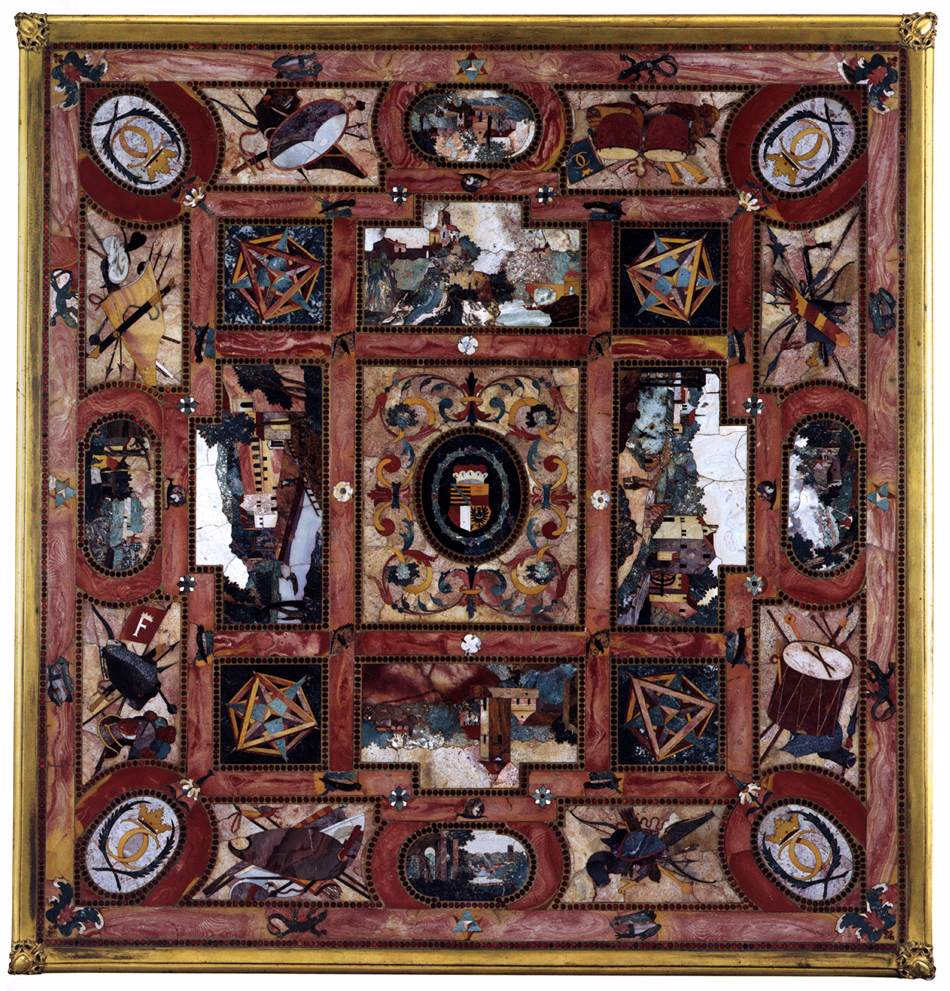
Deska stolu zhotovená v dílně Castrucciů technikou commessi in pietre dure s erbem knížete Karla I. Lichtenštejna (Praha, 1620-1623, velikost 93 x 88,5 cm. Dnes ve sbírce knížete z Lichtenštejnu, Vaduz)

Cosimo di Giovanmi Castruccii byl talentovaným řezačem kamenů, o kterém však po roce 1619 prameny mlčí. Objednanou destičku Abrahám s anděly dokončil až Giovanniho zeť Giuliano di Pietro Pandolfini. Ten ji také v roce 1622 předal ve Florencii. V té době dokončované práce svědčily pro začátek nového stylu pražské dílny. Tento styl v zobrazení krajiny se vyznačoval malými výseky krajin s detaily ruin, domů a skal. Po císařově smrti se dvůr přestěhoval do Vídně a tím skončily pro castrucciovskou dílnu objednávky pro Rudolfovu kunstkomoru. Dílna však dále realizovala objednávky z Florencie na figurální commessi a od knížete Karla I. z Lichtenštejna (1560-1627) na stolovou desku, za kterou Pandolfini dostal zaplaceno až po smrti knížete. V té době byla dílna pravděpodobně rozpuštěna, neboť její konec souvisel se smrtí Ottavia Miseroniho (1624), který fungoval jako její poslední faktický vedoucí. Pandolfini se přestěhoval do Florencie, aby zde až do konce 30. let 17. století pokračoval v pracích pro vídeňský dvůr a pro Lichtenštejny. Na rozdíl od pražské dílny Castrucciů, dílna Miseroniů pracovala v Praze až do 2. poloviny 17. století, což dokládá pohled do dílny v obraze Karla Škréty (1610 ?-1674) s názvem Podobizna řezače drahokamů Dionysia Miseriniho a jeho rodiny.

## Umělecko-historický význam pražské dílny rodiny Castrucciů
Krajinářské commesso jako vrchol manýristické glyptiky je nepochybně výtvorem pražské dílny vedené Cosimem Castruccim. Tyto krajiny nebyly sice reálným zobrazením skutečné přírody, ale vycházely z kreseb a obrazů dvorních krajinářů, jako byly Pieter Stevens či Roelandt Savery, nebo z grafických listů Aegidia Sadelera. Tyto v podstatě ideální krajiny však odpovídaly názorům císaře Rudolfa II. a obecně i dobovému vkusu. Anselmus Boetius de Boodt (1550-1632), vlámský filozof, lékař a přírodovědec, se o commessi výstižně vyjádřil, když konstatoval, že se jedná o spojení umění přírody s darem umělecké tvorby člověka.